# Earth Moving
Earth Moving är ett musikalbum av den brittiske kompositören Mike Oldfield. Albumet släpptes 1989. Albumet särskiljer sig från Oldfields tidigare album genom att det är mer pop-inspirerat och inte har några instrumentala låtar.

## Låtlista
1. "Holy" - 4:37
2. "Hostage" - 4:09
3. "Far Country" - 4:25
4. "Innocent" - 3:30
5. "Runaway Son" - 4:05
6. "See the Light" - 3:59
7. "Earth Moving" - 4:03
8. "Blue Night" - 3:47
9. "Nothing But/Bridge to Paradise" - 8:40

## Medverkande (urval)
- Mike Oldfield - gitarrer, keyboard
- Anita Hegerland - sång
- Maggie Reilly - sång
- Phil Spalding - bas